# Ilri
| Technische Daten (Überblick)                      | Technische Daten (Überblick)          |
| Serie Framo Ilri (1958–1961)                      | Serie Framo Ilri (1958–1961)          |
| ------------------------------------------------- | ------------------------------------- |
| Werft:                                            | VEB Schiffswerft "Neptun", Rostock    |
| Vermessung:                                       | 1125 BRT / 504 NRT                    |
| Tragfähigkeit:                                    | 2646 t (1606 t)                       |
| Länge über Alles:                                 | 84,55 m                               |
| Länge zwischen den Loten:                         | 75,64 m                               |
| Breite:                                           | 12,00 m                               |
| Seitenhöhe:                                       | 6,80 m                                |
| Tiefgang:                                         | 5,80 m (4,46 m)                       |
| Antrieb:                                          | 1 × Dieselmotor auf 1 × Festpropeller |
| Gesamtleistung:                                   | 1214 kW                               |
| Geschwindigkeit:                                  | 13 Knoten                             |
| Besatzung:                                        | 25                                    |
| Abweichende Daten der Serie Kümo Ilri (1962–1964) |                                       |
| Vermessung:                                       | 999 BRT / 709 NRT (487 BRT / 302 NRT) |
| Tragfähigkeit:                                    | 1945 t (920 t)                        |
| Länge über Alles:                                 | 75,45 m                               |
| Länge zwischen den Loten:                         | 67,40 bis 68,40 m                     |
| Breite:                                           | 11,00 m                               |
| Seitenhöhe:                                       | 6,15 m                                |
| Tiefgang:                                         | 5,17 m (3,59 m)                       |
| Antrieb:                                          | 1 × Dieselmotor auf 1 × Festpropeller |
| Gesamtleistung:                                   | 956 kW                                |
| Geschwindigkeit:                                  | 11,5 Knoten                           |
| Besatzung:                                        | 16                                    |
| Abweichende Daten als Schutzdecker in Klammern    |                                       |

Der Frachtschiffstyp Ilri war der erste Serienfrachtschiffstyp der Neptun Werft, der unter anderem auch in die Bundesrepublik Deutschland exportiert wurde.

## Geschichte

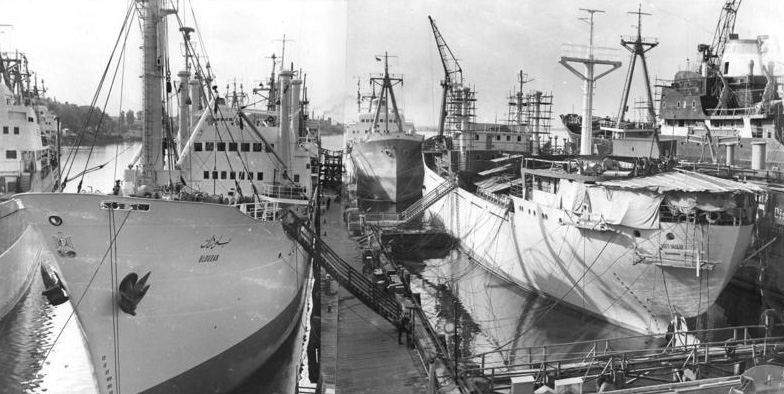
Die Bloudan und Helwan in der Endausrüstung

Die Neptun Werft baute den Schiffstyp in zwei Serien von 1958 bis 1961 in acht Einheiten und in vier Einheiten von 1962 bis 1964. Die erste Serie wurde werftintern unter anderem mit dem Kürzel Framo Ilri für Frachtmotorschiff Ilri versehen, die zweite nannte man zur Unterscheidung Kümo Ilri für Küstenmotorschiff Ilri. Das Bauprogramm dieses Schiffstyps war das erste der DDR, von dem auch Einheiten in das westliche Ausland geliefert wurden.
Erstes Schiff und Namensgeber der Serie war die am 18. Dezember 1958 an die Hamburger Reederei Barthold Richters übergebene Ilri mit der Baunummer 550 (andere Quelle 1000). Die Ilri wurde noch im selben Jahr an die Reederei Flota Mercante Gran Centro Americana SA in Guatemala-Stadt weiterveräußert und auf den Namen Quetzaltenango umgetauft, blieb bis 1979 in Fahrt und wurde ab dem 10. September in Cartagena, Kolumbien abgebrochen. Auch die folgende Bari wurde umgehend an Flota Mercante Gran Centro Americana weiterverkauft. Der  Neubau Wilri blieb dagegen bis 1963 bei Richters. Das nächste Schiff der Serie wurde unter dem Namen Helwan an die ägyptische United Arabian Marine Navigation Company in Alexandria übergeben. Danach folgte die Mari für Richters, die auch umgehend an die United Arabian Marine Navigation Company weiterverkauft wurde. Eine weitere direkte Ablieferung an dieselbe ägyptische Reederei war die Bloudan, die unter dem Namen Ilri für Richters auf Kiel gelegt worden war. Die letzten beiden Schiffe der ersten Serie wurden unter den wieder freigewordenen Namen Mari und Bari wieder für Richters gebaut und blieben drei bzw. vier Jahre in dessen Reederei.
Die ersten beiden Schiffe der kleineren zweiten Serie, die komplett von der Reederei Barthold Richters geordert war, hießen wieder Ilri und Bari II und wurden nach kurzer Zeit an die Reedereien von Bargen in Wischhafen und Sven Ferman Meyers in Oslo weitergegeben. Das folgende Schiff wurde als Bari III auf Kiel gelegt, um als Anita von Bargen direkt von der Reederei von Bargen übernommen zu werden. Abschluss der Serie war die am 8. Januar 1964 abgelieferte Bari IV, die ebenfalls direkt an Meyers in Oslo weiterverkauft wurde.
Die ehemalige Bari II verließ nach mehreren Umbenennungen unter dem Namen Badr I für die Reederei Afroasia Shipping Company in Sierra Leone fahrend, am 9. Januar 2008 den Hafen von Sues auf der Reise nach Port Sudan und ist seitdem mit ihrer Besatzung von 14 Mann vermisst. Das letzte erhaltene Schiff der Serie war die ehemalige Anita von Bargen. Sie war bis 2009 unter bolivianischer Flagge und dem Namen Haj Omar noch in Fahrt und wurde 2010 verschrottet.

## Technik
Die Schiffsrümpfe wurden vollständig geschweißt und in Sektionsbauweise zusammengefügt.
Der Schiffsantrieb bestand aus einem umsteuerbaren Deutz-Viertakt-Dieselmotor, der direkt auf den Festpropeller wirkte.
Die zwei Laderäume, die mit jeweils einem Zwischendeck versehen waren, hatten einen Schüttgutinhalt von 3540 m3 oder 3278 m3 Ballenraum. Sie wurden mit herkömmlichen Scherstöcken, Deckeln und Persenningen seefest verschlossen. Das Ladegeschirr bestand anfangs aus zwei Pfostenpaaren und zwei Einzelpfosten mit acht Ladebäumen für jeweils 5 Tonnen.

## Unterschiede der verschiedenen Serien
Die Gemeinsamkeiten der zugrundeliegenden Schiffsentwürfe der beiden Ilri-Serien sind durch die stark abweichende Gestaltung und die Größenveränderungen während der Bauzeit als solche nicht auf den ersten Blick erkennbar. So wurden nur die ersten drei Schiffe der ersten Framo-Serie nach den in der oberen Tabelle angegebenen Maßen gebaut. Die fünf Folgebauten dieser Serie sind jeweils sechs Meter länger als der Ursprungsentwurf und haben damit eine höhere Tragfähigkeit von 2905 Tonnen als Volldecker und 1865 Tonnen als Schutzdecker. Die Kümo-Serie hat außerdem nur vier Ladebäume an vier mittschiffs angeordneten Ladepfosten. Stärkstes Unterscheidungsmerkmal ist das bei der Kümo-Serie von der Schiffsmitte nach hinten über die Maschinenanlage versetzte Deckshaus mit Brückenaufbau.